# 蒲生猛
蒲生 猛（がもう たけし、1956年5月25日 - ）は、日本の国土交通官僚。国土交通省交通管制部長や、国土交通省大阪航空局長を経て、初代北海道エアポート代表取締役社長、北海道観光振興機構副会長。

## 人物・経歴
宮城県仙台市出身。1981年北海道大学法学部卒業、運輸省入省。宮城県空港交通対策課長、北海道運輸局自動車部長、新東京国際空港公団空港づくり企画室主幹等を経て、2001年愛知県企画振興部総合交通監。2003年国土交通省航空局管制保安部保安企画課長。
2005年国土交通省東京航空局東京空港事務所長。2007年国土交通省海事局総務課長。2011年国土交通省航空局交通管制部長。2012年新関西国際空港株式会社取締役兼執行役員。2013年新関西国際空港株式会社常務取締役兼常務執行役員。2014年国土交通省大阪航空局長。
2015年退官。2016年北海道空港株式会社顧問。同年北海道空港株式会社専務取締役。2019年から北海道エアポート株式会社代表取締役社長を務め、新千歳空港など北海道内主要7空港の民営化にあたった。2020年北海道観光振興機構副会長。